# Willie Tee
Willie Tee (New Orleans, 6 februari 1944 – New Orleans, 11 september 2007) was een Amerikaans rhythm-and-blues, funk, soul- en jazzzanger en pianist en keyboardspeler. Hij was een vroege architect van de New Orleans funk en soul en zijn nummers worden veel gesampled in de hiphop.

## Carrière
Tee arrangeerde en leidde de band The Wild Magnolias op het titelloze debuutalbum uit 1974. De populariteit van die opname, en het daaropvolgende They Call Us Wild, introduceerden de streetbeat-funk van de Mardi Gras-indianen in de wereld.
Tee groeide op in de Calliope Projects in New Orleans. Zijn vroegste invloeden varieerden van de rhythm-and-blues van Professor Longhair tot de jazz van John Coltrane en als zanger van Eddie Bo en Tommy Ridgley.
Hij maakte zijn eerste opnames voor het lokale AFO Records in 1962 toen hij nog een tiener was. Drie jaar later nam hij "Teasin' You" op, een soulvolle, mid-tempo compositie voor Atlantic Records, dat een 12e plaats op de R&B-hitlijsten bereikte. Het nummer was geschreven door Earl King, arrangeur was Wardell Quezerque. De voorliefde van Tee lag bij jazz, maar zijn succes had hij met de relaxte nummers ergens tussen soul en funk.
Opvolgers waren "Walking Up a One-Way Street" en "Thank You John", maar hadden beperkt succes.
Eind jaren zestig speelden Willie Tee & the Souls in zalen van het Apollo Theatre in Harlem tot de Ivanhoe in Bourbon Street. Nadat hij de band in 1968 in de Ivanhoe had gehoord, moedigde jazzmuzikant Cannonball Adderley Tee aan om een instrumentaal album op te nemen. Het album is nooit uitgebracht, maar de mastertapes zijn onlangs herontdekt in de kluizen van Capitol Records. Tee's pop werd expressief, zijn funk woest en zijn jazz "als spiegels in een prisma" genoemd door de oude producer Leo Sacks, die Willie Tee in een Times-Picayune-artikel "een monster op het B-3-orgel" noemde.
Tee's vroege opnames, waarvan er vele opnieuw werden uitgegeven door Tuff City Records in New York, werden gebruikt als bronmateriaal voor rappers. Houston's Geto Boys sampelde "Smoke My Peace Pipe", een nummer dat Tee had geschreven voor de Wild Magnolias. Sean Combs leende riffs en grooves van "Concentrate" van de Gaturs voor het album No Way Out uit 1997. Alex Chilton nam in de jaren tachtig ook een versie op van "Thank You John", en Russell Minus voltooide een reeks elegieën in 1996.
Meer recentelijk sampelde de New Orleans-rapper Lil Wayne "Moment of Truth", een nummer van Turbintons album uit 1976, Anticipation voor "Tha Mobb", het openingsnummer van Tha Carter II.
Tee bleef actief in zijn carrière als producer, songwriter, performer en sessiemuzikant. Hij werkte samen met zijn broer Earl in 1967 bij het opzetten van muziekworkshops. Op plaat zijn zij te horen op Brothers for Life uit 1988. Hij droeg bij aan het album van Dr. John uit 2004, N'Awlinz: Dis Dat or D'Udda, en verscheen kort in de Oscar-winnende Jamie Foxx-film over Ray Charles: Ray.
In oktober 2005, nadat orkaan Katrina New Orleans verwoestte, accepteerde Turbinton een baan als gastdocent op de muziekafdeling van Princeton University in New Jersey. In januari 2006 keerde hij terug naar Louisiana en vestigde zich in Baton Rouge.
In april 2007 eerde de Louisiana Music Hall of Fame Tee voor zijn bijdragen aan de muziek van Louisiana met een introductie.
Tee stierf op 11 september 2007, 63 jaar oud, vier weken nadat de diagnose darmkanker was gesteld.